# Karol Musioł (samorządowiec)
Karol Musioł (ur. w październiku 1905 w Biertułtowach, zm. 21 marca 1983 w Opolu) – w latach 1952–1965 przewodniczący Miejskiej Rady Narodowej w Opolu, działacz PZPR. Inicjator organizacji m.in. Krajowego Festiwalu Polskiej Piosenki i Dni Opola. Za jego sprawą powstało Towarzystwo Przyjaciół Opola oraz Klub TPD (obecnie Klub u Papy Musioła).

## Życiorys
Do wybuchu II wojny światowej pracował w Polskim Monopolu Tytoniowym w Wodzisławiu Śląskim, tam też był prezesem Okręgowego Związku Kół Śpiewaczych. W czasie okupacji niemieckiej został przymusowo wcielony do Wehrmachtu. Do 1952 był sekretarzem gminnym w Dąbrowie Niemodlińskiej, przewodniczył Powiatowej Radzie Narodowej w Niemodlinie. Przez kolejne 13 lat pracował w Opolu.
Był inicjatorem budowy Amfiteatru na Ostrówku. Do historii przeszło otwarcie I Festiwalu Polskiej Piosenki (19 czerwca 1963), gdy Musioł z charakterystycznym dla siebie śląskim akcentem przywitał zebranych słowami „Witam was ciule” (w ten sposób wymawiał słowo „czule”). Po chwilowej konsternacji nastąpiły gromkie brawa i podziękowania za doprowadzenie budowy amfiteatru do końca.
Karol Musioł patronuje szkole podstawowej na os. Armii Krajowej (byłe os. ZWM) w Opolu, jego imię nosi także bulwar na zachodnim brzegu Pasieki. 25 kwietnia 2008 odsłonięty został – wykonany przez opolskiego artystę Wita Pichurskiego – pomnik Burmistrza Miasta Opole Karola Musioła, ukazujący go w drodze z Urzędu Wojewódzkiego w Opolu do Urzędu Miasta Opole, z teczką w ręce i targanym przez wiatr krawatem. Rzeźba stoi nieopodal „żółtego” mostu nad Młynówką.

## Odznaczenia i nagrody
- Odznaka "Zasłużonemu Opolszczyźnie" (1968)[3]
- Nagroda "Trybuny Ludu" za inicjatywy społeczne (1973)[4].